# Macromesus
Macromesus Walker, 1848, è l'unico genere della sottofamiglia dei Macromesinae Graham, 1959, un piccolo raggruppamento di insetti della famiglia degli Pteromalidi (Hymenoptera: Chalcidoidea) comprendente specie parassitoidi.

## Morfologia
I Macromesus hanno il capo con due solchi sul capo sotto gli occhi, contrariamente agli altri Pteromalidi, che hanno un solo solco o ne sono del tutto privi. Le antenne sono lunghe, composte da 12 articoli nelle femmine, 13 nel maschio, con un anello e funicolo di 7 articoli.
I tarsi intermedi sono piuttosto lunghi e sono formati da 4 articoli nelle femmine, 5 nel maschio.

## Biologia
I Macromesus sono parassitoidi associati a Coleotteri Scolitidi o Curculionidi infeudati alle Conifere.

## Sistematica
Il genere Macromesus comprende 12 specie:
- Macromesus africanus Ghesquiere, 1963
- Macromesus americanus Hedqvist, 1960
- Macromesus amphiretus Walker, 1848
- Macromesus brevicornis Yang, 1996
- Macromesus cryphali Yang, 1996
- Macromesus filicornis Delucchi, 1956
- Macromesus fulvicoxa Girault, 1925
- Macromesus harithus Narendran, 2001
- Macromesus huanglongnicus Yang, 1996
- Macromesus javensis Hedqvist, 1968
- Macromesus mediterraneus Bachmaier, 1973
- Macromesus persicae Yang, 1996